# Dominic Adiyiah
Dominic Adiyiah, född 29 november 1989, är en ghanansk fotbollsspelare som spelar i thailändska Chiangmai United. Adiyiah har ett VM-guld från U20-VM 2009 och en skytteligavinst från samma turnering på meritlistan. Han har även spelat med Ghanas A-landslag med spel i VM 2010 som höjdpunkt.

## Meriter

### I landslag
Ghana U20
- VM-guld (1): 2009

### Individuellt
- Skyttekung U20-VM: 2009[1]
- Golden ball som turneringens bästa spelare: U20-VM 2009